# Gemma Font
Gemma Font Oliveras (Tagamanent, 1999. október 23. –) spanyol női labdarúgó, a Barcelona kapusa.

## Pályafutása

### Klubcsapatokban
Font a Barcelona csapatában kezdett el futballozni; 2018 óta a felnőtt keret tagja. A klubbal eddig két katalán kupát, három-három spanyol kupát és szuperkupát, négy bajnoki címet és két Bajnokok Ligáját nyert. 2022. június 6-án 2024-ig meghosszabbította a klubnál lévő szerződését.

## Sikerei

### Klubcsapatokban
Spanyol bajnok (4):
- Barcelona (4): 2019–20, 2020–21, 2021–22, 2022–23

 Spanyol kupagyőztes (3):
- Barcelona (3): 2020, 2021, 2022

 Spanyol szuperkupa-győztes (3):
- Barcelona (3): 2020, 2022, 2023

 Copa Catalunya győztes (2):
- Barcelona (2): 2018, 2019

Bajnokok Ligája győztes (2):
- Barcelona (2): 2020–21, 2022–23